# BOY×BOY 〜私立光稜学院誠心寮〜
『BOY×BOY 〜私立光稜学院誠心寮〜』（ボーイボーイ しりつこうりょうがくいんせいしんりょう）は、1999年にキングレコード株式会社より発売されたPC (Windows 95/98) 向けボーイズラブ (BL) 恋愛シミュレーションゲーム。日本における初の商業的なBLゲーム作品とされる。

## 概要
プレイヤーは光稜学院高等部2年生の主人公・早坂晶となり、学園生活を送りながら友人、先輩後輩などの登場人物とのストーリーを進めていく。

## 登場人物
早坂晶
声 - なし
主人公。
カイ・ウォーレンシュタイン
声 - 石田彰
主人公のルームメイト。
松岡誠史朗
声 - 三木眞一郎
主人公の幼なじみ。
結城紘明
声 - 関俊彦
主人公のクラスメイト。
椎名千尋
声 - 高山みなみ
立花真
声 - 佐田修典
主人公の後輩。
天宮俊
更科由樹

## コミカライズ
- 原案：高野克巳、作画：藤井咲耶、CIEL連載、角川書店〈あすかコミックスCL-DX〉刊
  - 第1巻　2000年2月28日発売、ISBN 9784048531887
  - 第2巻　2000年6月29日発売、ISBN 9784048532327